# 藤原定信
藤原 定信（ふじわら の さだのぶ）は、平安時代後期の廷臣・書家。藤原定実の長男で、世尊寺家第5世となり能書家として重んじられた。官位は従四位下、宮内権大輔。

## 経歴

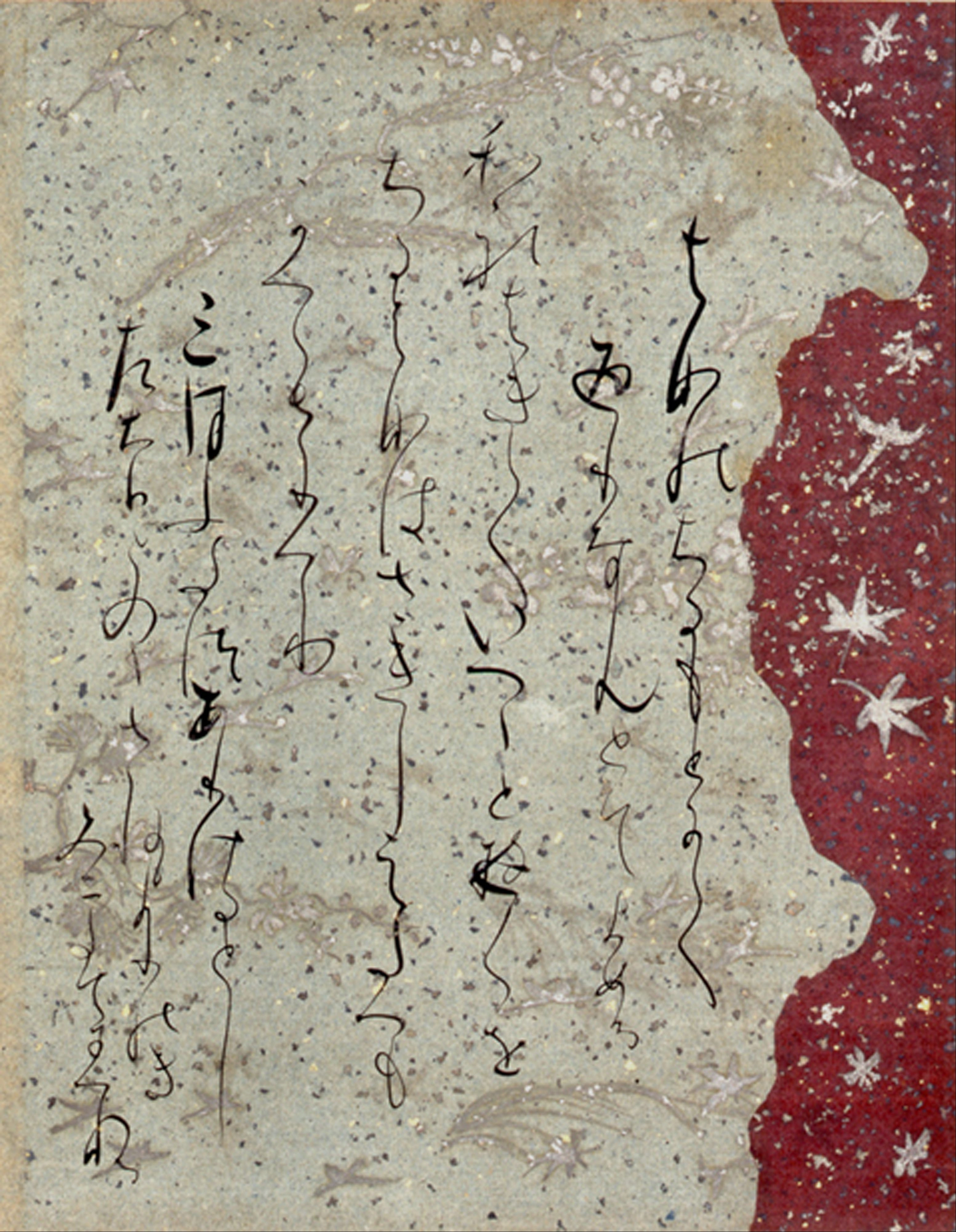
定信の書

元永2年（1119年）32歳の時、父定実が出家すると、能書として様々な書役を務めた。天治元年（1124年）摂政の上表文を、大治4年（1129年）に法勝寺千僧御読経の願文や、太政大臣の上表を書いた。康治元年（1142年）には大嘗会屏風の筆者となるなど、多くの墨跡を今日に伝えている。
大治4年から仁平元年（1151年）の23年間をかけて、一切経全5048巻を独力で書写した。書写を終えた後、春日大社でこれを供養し、多武峰で出家、法名を生光とした。この一筆一切経の偉業を成し遂げたのは、日本の歴史上定信と宗像大社の色定法師の二人だけである。『本朝世紀』によると、院宮諸家がその偉業を讃え、たくさんの贈り物をしたという。翌年、定信が左大臣藤原頼長の家を訪ねた際、頼長は手を洗い、口をすすぎ、衣装を整え、まず定信に礼拝してから談話したという。しかし、奉納した春日大社で起きた火災で全て焼失してしまい、現存しない。
鑑識にも長じており、保延6年（1140年）10月22日、小野道風書の『屏風土代』（三の丸尚蔵館蔵）と藤原行成書の『白楽天詩巻（高松宮家本）』（東京国立博物館蔵）を入手し、『屏風土代』は延長6年（928年）11月、道風35歳の書であること、『白楽天詩巻』は寛仁2年8月21日、行成47歳の書であることを鑑定し、それぞれの奥書きに記している。今日、道風や行成の書風が分かるのは、この定信の鑑定によるところが大きい。
書風は祖父・藤原伊房の影響が強いことが、当時から『今鏡』で指摘されており、代表作の「金沢本万葉集」も伊房筆「藍紙本万葉集」の書風に似ている。しかし、定信の方が一筆一切経の経験からか、運筆が早く軽快で緩急抑揚の変化が大きい。強い右肩上がりの書風で、「定信様」と呼ばれた。定信は西行と和歌の贈答をしたことが『山家集』に見えはするものの、歌人ではなかった。そのため、定信は当時一流の能書家でありながら、古筆の筆者としては尊重されず、多くは藤原公任の書跡とされて伝来している。

## 筆跡

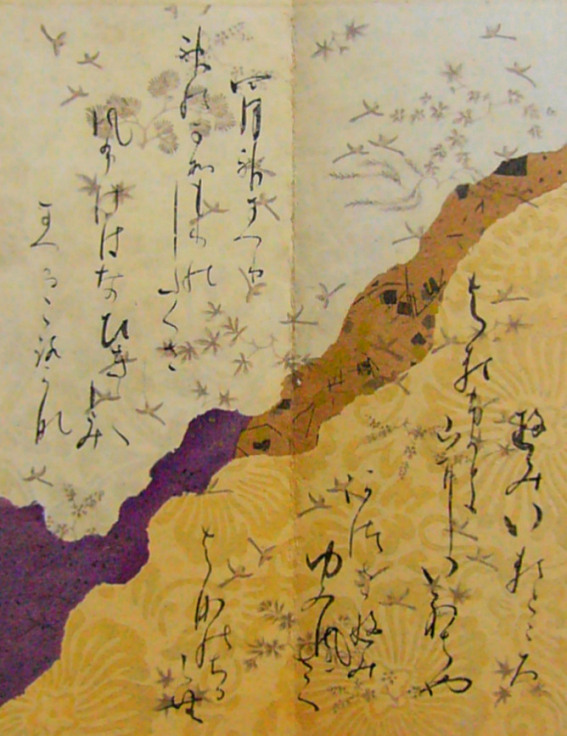
糟色紙 個人蔵 重要美術品

- 金沢本万葉集

加賀金沢の前田家に伝来したことから「金沢本」と呼ばれる『万葉集』。前田育徳会所蔵の巻第三の断簡2枚と、巻第六の断簡5枚を合わせた1帖は国宝。明治43年（1910年）明治天皇が前田邸に行幸した際、同家より巻第二の大部分に当たる58枚と第四の20枚を合綴した1帖が献上され、現在は三の丸尚蔵館所蔵。他に巻第四と第六の断簡が数葉伝存し、「金沢切」と呼ばれる。書風から、定信30代、元永・保安年間（1118-23年）の書写と見られる。
- 定信和漢朗詠集切

昭和初年、石川家の秘庫から出たもので、その奥書きに「同日未刻染筆申時終切定信」の自署があるので、定信の真跡と決定された。詩句と和歌を大きく散らし書きにしている。書風は雄健高雅で、連綿も自然で、筆端には才気が溢れており、円熟した晩年の書と推測されている。京都国立博物館の断簡は重要文化財。
- 西本願寺本三十六人家集のうち「貫之集下（石山切として分割された）」「順集（糟色紙・岡寺切）」「中務集」

西本願寺他、東京国立博物館や根津美術館、細見美術館などに分蔵。和泉市久保惣記念美術館のものは重文。
順集は32頁は西本願寺に残るが、桃山時代から江戸時代初期に一部（9枚36頁）が抜き取られ、伝藤原公任「岡寺切」「糟色紙」と呼ばれる。両者の違いは、破り継ぎのある断簡を「糟色紙」、それがなく一紙のものを「岡寺切」と称し区別することによる。「岡寺切」の名は飛鳥の岡寺に伝来したことによると言われ、現在9面の伝存が確認されている。
- 詩書切（和漢朗詠集）

伝藤原行成筆。一巻。東京国立博物館蔵。冷泉為恭旧蔵品で、明治14年（1881年）古筆了仲から購入した。伝源俊頼筆の安宅切と同じ巻に組まれている。天仁頃の定信の若書きと見られる。
- 戊辰切（和漢朗詠集のうち上巻「女郎花」の段と巻下）

一橋徳川家旧蔵品。『和漢朗詠集』を上下二巻に書写した巻物を、昭和3年（1928年）分割したもの。その年の干支にちなんで「戊辰切」と名付けられた。筆跡から定信筆との見方が強い。ただ、上巻は息子の伊行の筆だが、当時の慣習では親が上巻を、子が下巻を書くのが普通で、逆になることは異例である。そのため、定信の書に学んだ人物を想定する意見もある。東京国立博物館や五島美術館、徳川美術館などに分蔵。
- 砂子切本兼輔集切

上記の西本願寺本とは別の三十六人歌集が書写されており、「別本三十六人歌集」などと呼ばれている。そのうちの「兼輔集」は、石山切と同筆であり定信の手と分かる。東京国立博物館や根津美術館などに分蔵。西本願寺本より練度が高く、後書きと見られ、およそ大治（1126年）頃の作だと推定される。
- 法華経（戸隠切）

戸隠神社に伝来したことからこの名で呼ばれている法華経の一部。もとは法華経八巻がセットになっていたと推定されるが、現在は戸隠神社に3巻分が巻子本で所蔵され（重文）、ほかは断簡として書東京国立博物館などに諸家分蔵。料紙は具引して、一行八基の宝塔を雲母摺りし、その一基一基に経文が書かれている。
- 久能寺経の譬喩品（鉄舟寺）国宝
- 般若理趣経

書芸文化院春敬記念書道文庫蔵。1巻。久安6年（1150年）
- 金紙金字宝塔経切

など。

## 系譜
- 父：藤原定実
- 母：源基綱の娘[6]
- 妻：不明
  - 男子：藤原伊行（1139?-1175?）
  - 男子：藤原定行
  - 男子：信覚
  - 男子：増意
  - 女子：